# مردم، بهداشت و محیط زیست
مردم، بهداشت و محیط زیست (انگلیسی: Population, health, and the environment) رویکردی است برای توسعه پایدار جامعه که برنامه‌ریزی خانواده و بهداشت را با تلاش‌های حفاظتی درهم آمیخته‌است تا بتواند بهبود دسترسی به خدمات مراقبت‌های بهداشتی اولیه به خصوص سلامت باروری و حفاظت و معیشت پایدار و رفاه بشری بیشتری را به دنبال داشته باشد. پدیده‌هایی مانند جمعیت، بهداشت و محیط زیست، نه تنها به یکدیگر مرتبط هستند، بلکه برای حفاظت از این سه مقوله، دانستن جنبه‌های مختلف و مهم این رابطه، امری ضروری محسوب می‌گردد.

## مردم، بهداشت، و محیط زیست، چرا؟
بیش از یک میلیارد نفر در کانون‌های زیست‌محیطی زندگی می‌کنند، که بسیاری از آنها در مناطق دورافتاده تحت فشار شدید ناشی از فعالیت‌های مختلف انسانی قرار دارند. اقدامات حفاظتی و زیست‌محیطی معمولاً برای محافظت از آثار تنوع زیستی باقیمانده در این مناطق انجام می‌شود. اغلب جوامع، در کشورهای در حال توسعه، به دلیل دسترسی محدود به خدمات بهداشتی یا تنظیم خانواده، از بیماری‌های مزمن ناشی از تغذیه نامناسب، کمبود منابع آب، یا فقدان سرویس‌های بهداشتی رنج می‌برند. عامل مراقبت‌های بهداشتی ناکافی در این جوامع اساسا به دلیل مشکلات اقتصادی است. اموری از جمله معیشت در جوامع روستایی، به منابع طبیعی و کشاورزی در مقیاس کوچک بستگی دارد که می‌تواند مردم را مجبور به استفاده ناپایدار از منابع طبیعی بخاطر فشارهایی از جمله رشد سریع جمعیت یا مسائل بهداشتی بکند و این خود عامل آسیب‌زدن به اکوسیستم‌ها و تنوع زیستی در مناطق روستایی می‌باشد.

## تاریخچه
در اواخر دهه ۱۹۸۰ سازمان‌ها و پزشکان حفاظت از محیط زیست با پروژه‌های مختلف شروع به درک مزایای بهبود کیفیت زندگی برای مردم از طریق مدیریت تنوع زیستی و منابع طبیعی کردند. این پروژه‌ها در ابتدا «پروژه‌های حفاظت و توسعه یکپارچه» نامیده می‌شدند و طیف گسترده‌ای از نیازهای توسعه جوامع را برطرف می‌کردند.